# انگشت‌دراز نگارین
انگشت‌دراز نگارین (نام علمی: Bavayia ornata) نام یک گونه از سرده گکوهای کالدونیای جدید است.